# لندن (أونتاريو)

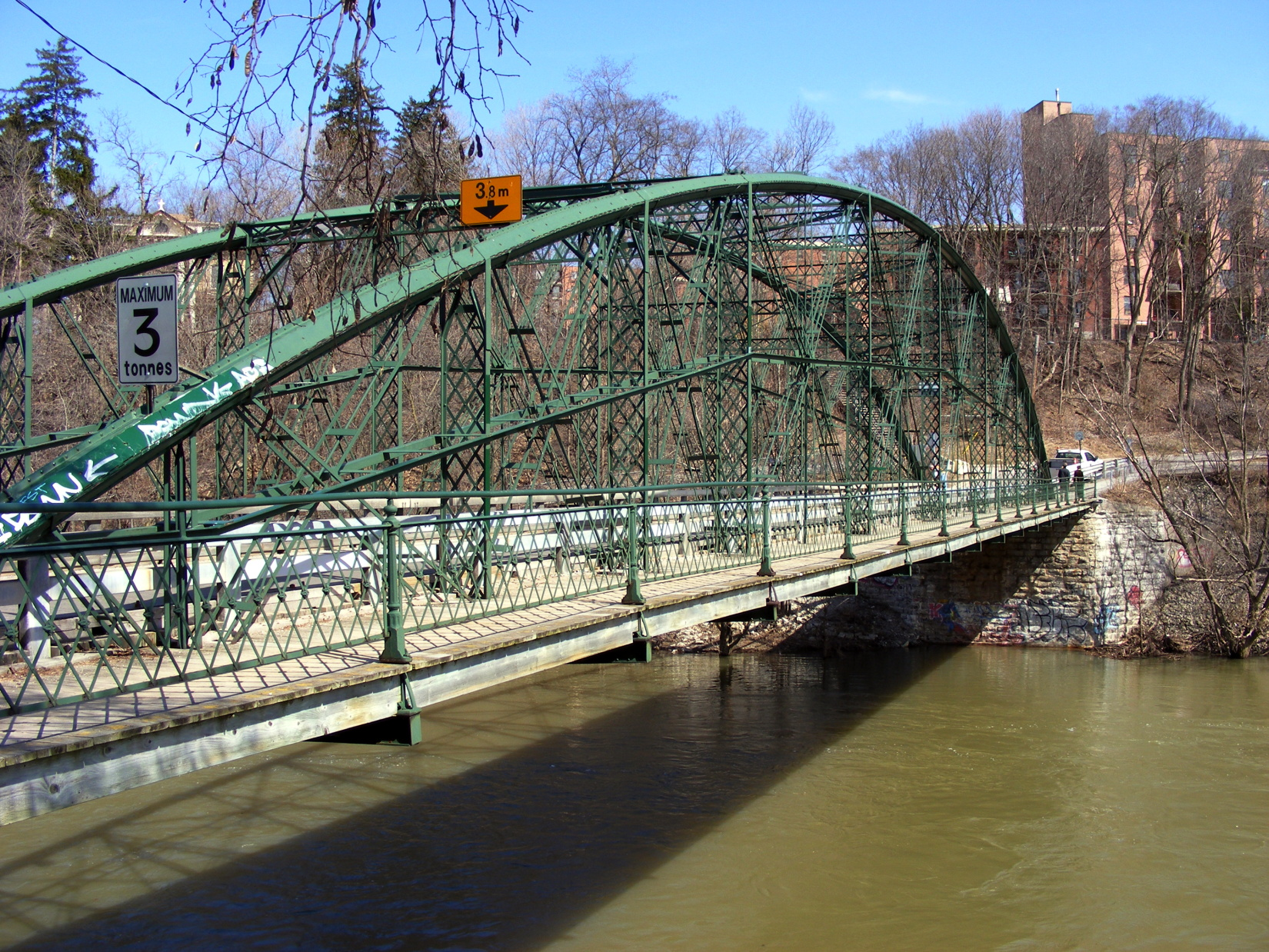
جسر بلاك فرايرز في لندن.

لندن (أونتاريو) مدينة كندية تقع في جنوب غرب مقاطعة أونتاريو. أسست كقرية عام 1826 وبلغ عدد سكانها 422324 نسمة حسب تعداد عام 2021، وهي بذلك تحتل المرتبة الخامسة عشرة على صعيد المدن الكندية.

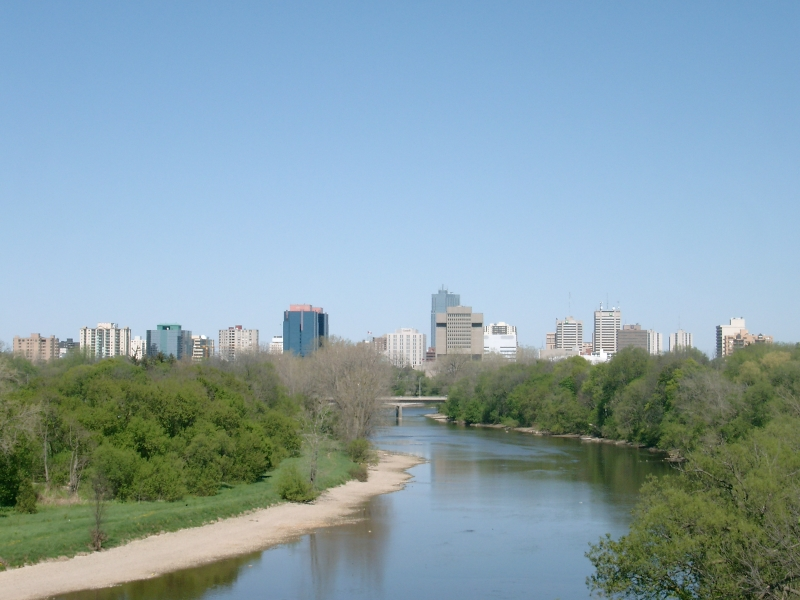
لقطة عامة لوسط مدينة لندن (أونتاريو) يظهر فيها نهر التيمز.

تضم المدينة جامعة أونتاريو الغربية.

## المناخ
يظهر الجدول التالي التغييرات المناخية على مدار السنة للندن:
| البيانات المناخية لـلندن           | البيانات المناخية لـلندن | البيانات المناخية لـلندن | البيانات المناخية لـلندن | البيانات المناخية لـلندن | البيانات المناخية لـلندن | البيانات المناخية لـلندن | البيانات المناخية لـلندن | البيانات المناخية لـلندن | البيانات المناخية لـلندن | البيانات المناخية لـلندن | البيانات المناخية لـلندن | البيانات المناخية لـلندن | البيانات المناخية لـلندن |
| الشهر                              | يناير                    | فبراير                   | مارس                     | أبريل                    | مايو                     | يونيو                    | يوليو                    | أغسطس                    | سبتمبر                   | أكتوبر                   | نوفمبر                   | ديسمبر                   | المعدل السنوي            |
| ---------------------------------- | ------------------------ | ------------------------ | ------------------------ | ------------------------ | ------------------------ | ------------------------ | ------------------------ | ------------------------ | ------------------------ | ------------------------ | ------------------------ | ------------------------ | ------------------------ |
| الدرجة القصوى °م (°ف)              | 16.7 (62.1)              | 18.3 (64.9)              | 27.2 (81.0)              | 30.6 (87.1)              | 34.4 (93.9)              | 38.2 (100.8)             | 38.9 (102.0)             | 41.1 (106.0)             | 36.7 (98.1)              | 30.3 (86.5)              | 24.4 (75.9)              | 18.5 (65.3)              | 41.1 (106.0)             |
| متوسط درجة الحرارة الكبرى °م (°ف)  | −1.9 (28.6)              | −0.5 (31.1)              | 4.4 (39.9)               | 12.1 (53.8)              | 19.0 (66.2)              | 24.0 (75.2)              | 26.4 (79.5)              | 25.3 (77.5)              | 21.1 (70.0)              | 14.2 (57.6)              | 7.2 (45.0)               | 0.9 (33.6)               | 12.7 (54.9)              |
| المتوسط اليومي °م (°ف)             | −5.6 (21.9)              | −4.5 (23.9)              | −0.1 (31.8)              | 6.8 (44.2)               | 13.1 (55.6)              | 18.3 (64.9)              | 20.8 (69.4)              | 19.7 (67.5)              | 15.5 (59.9)              | 9.2 (48.6)               | 3.4 (38.1)               | −2.6 (27.3)              | 7.9 (46.2)               |
| متوسط درجة الحرارة الصغرى °م (°ف)  | −9.2 (15.4)              | −8.6 (16.5)              | −4.5 (23.9)              | 1.5 (34.7)               | 7.2 (45.0)               | 12.6 (54.7)              | 15.1 (59.2)              | 14.0 (57.2)              | 9.9 (49.8)               | 4.3 (39.7)               | −0.4 (31.3)              | −6.1 (21.0)              | 3.0 (37.4)               |
| أدنى درجة حرارة °م (°ف)            | −32.2 (−26.0)            | −31.7 (−25.1)            | −28.3 (−18.9)            | −17.8 (0.0)              | −5.0 (23.0)              | −1.1 (30.0)              | 4.4 (39.9)               | 1.5 (34.7)               | −3.3 (26.1)              | −11.1 (12.0)             | −18.3 (−0.9)             | −30.0 (−22.0)            | −32.2 (−26.0)            |
| الهطول مم (إنش)                    | 74.2 (2.92)              | 65.5 (2.58)              | 71.5 (2.81)              | 83.4 (3.28)              | 89.8 (3.54)              | 91.7 (3.61)              | 82.7 (3.26)              | 82.9 (3.26)              | 103.0 (4.06)             | 81.3 (3.20)              | 98.0 (3.86)              | 87.5 (3.44)              | 1٬011٫5 (39.82)          |
| معدل هطول الأمطار مم (إنش)         | 33.4 (1.31)              | 33.6 (1.32)              | 46.3 (1.82)              | 74.7 (2.94)              | 89.4 (3.52)              | 91.7 (3.61)              | 82.7 (3.26)              | 82.9 (3.26)              | 103.0 (4.06)             | 78.1 (3.07)              | 83.2 (3.28)              | 46.9 (1.85)              | 845.9 (33.30)            |
| متوسط تساقط الثلوج سم (إنش)        | 49.3 (19.4)              | 38.4 (15.1)              | 29.4 (11.6)              | 9.4 (3.7)                | 0.4 (0.2)                | 0.0 (0.0)                | 0.0 (0.0)                | 0.0 (0.0)                | 0.0 (0.0)                | 3.2 (1.3)                | 16.6 (6.5)               | 47.6 (18.7)              | 194.3 (76.5)             |
| متوسط أيام هطول الأمطار (≥ 0.2 mm) | 18.8                     | 15.1                     | 15.3                     | 14.1                     | 12.7                     | 11.6                     | 11.2                     | 10.4                     | 12.1                     | 13.1                     | 15.8                     | 18.0                     | 168.0                    |
| متوسط الأيام الممطرة (≥ 0.2 mm)    | 6.3                      | 5.4                      | 8.3                      | 12.0                     | 12.7                     | 11.6                     | 11.3                     | 10.4                     | 12.1                     | 13.0                     | 11.6                     | 7.8                      | 122.4                    |
| متوسط الأيام المثلجة (≥ 0.2 cm)    | 15.3                     | 12.1                     | 9.1                      | 3.5                      | 0.18                     | 0.0                      | 0.0                      | 0.0                      | 0.0                      | 1.2                      | 5.7                      | 13.2                     | 60.3                     |
| متوسط الرطوبة النسبية (%)          | 75.9                     | 71.9                     | 65.0                     | 56.9                     | 54.8                     | 57.0                     | 57.6                     | 59.7                     | 59.9                     | 63.1                     | 72.0                     | 76.9                     | 64.2                     |
| ساعات سطوع الشمس الشهرية           | 64.4                     | 89.9                     | 124.0                    | 158.0                    | 219.6                    | 244.3                    | 261.6                    | 217.7                    | 165.1                    | 128.7                    | 67.4                     | 52.1                     | 1٬792٫6                  |
| نسبة وصول أشعة الشمس               | 22.1                     | 30.4                     | 33.6                     | 39.4                     | 48.4                     | 53.2                     | 56.2                     | 50.4                     | 43.9                     | 37.5                     | 23.0                     | 18.5                     | 38.1                     |
| المصدر: Environment Canada         |                          |                          |                          |                          |                          |                          |                          |                          |                          |                          |                          |                          |                          |

## أعلام
- بول هاغيس
- سكوت موير
- جاك وارنر
- ألبرت هيل
- فيكتور جاربر
- لوليتا دافيدوفيتش
- فرانسيس أولدهام كيلسي
- هاري واتسون
- جوناتان بوروين
- إدوارد داوسون